# 1446
- Wikisource

| Calendário gregoriano                                                        | 1446 MCDXLVI                                         |
| Ab urbe condita                                                              | 2199                                                 |
| Calendário arménio                                                           | 895 – 896                                            |
| Calendário bahá'í                                                            | -398 – -397                                          |
| Calendário budista                                                           | 1990                                                 |
| Calendário chinês                                                            | 4142 – 4143 Início a 28 de janeiro (aproximadamente) |
| Calendário copta                                                             | 1162 – 1163                                          |
| Calendário etíope                                                            | 1438 – 1439                                          |
| Calendários hindus - Vikram Samvat - Calendário nacional indiano - Cáli Iuga | 1501 – 1502 1367 – 1368 4546 – 4547                  |
| Calendário Holoceno                                                          | 11446                                                |
| Calendário islâmico                                                          | 850 – 851                                            |
| Calendário judaico                                                           | 5206 – 5207                                          |
| Calendário persa                                                             | 824 – 825                                            |
| Calendário rúnico                                                            | 1696                                                 |
| Calendário solar tailandês                                                   | 1989                                                 |

1446 (MCDXLVI, na numeração romana) foi um ano comum do século XV do Calendário Juliano, da Era de Cristo, a sua letra dominical foi B (52 semanas), teve início a um sábado e terminou também a um sábado.
| Ano completo                   |
| ------------------------------ |
| Ano comum com início ao sábado |

## Eventos
- O navegador Álvaro Fernandes chega ao norte da Guiné-Bissau.
- Fundação do primeiro convento da Ordem dos Franciscanos nos Açores, na ilha de Santa Maria.
- Doação da Capitania do Porto Santo a Bartolomeu Perestrelo  pelo Infante D. Henrique.
- Iúçufe V (Abém Ismail), sultão do Reino Nacérida de Granada é deposto por Maomé X (Abém Osmim, o Coxo).

## Nascimentos
- 3 de maio — Margarida de Iorque, princesa inglesa, esposa de Carlos, o Audaz, duque da Borgonha  (m. 1503).
- Alexander Agricola, compositor flamengo (m. 1506)
- Juan de Borja — cardeal espanhol, arcebispo de Monreale e Patriarca Latino de Constantinopla.  (m. 1503).
- Guilherme de la Marck, cognominado "o selvagem das Ardenas", senhor de Lummen e de Schleiden e um dos mais poderosos nobres do Príncipe-Bispado de Liège  (m. 1485).

## Mortes
- 2 de fevereiro — Vittorino da Feltre, humanista, professor e pedagogo italiano  (n. 1378).
- 6 de abril — Inês de Cleves, esposa Carlos, Príncipe de Viana, rei titular de Navarra  (n. 1422).
- 15 de abril — Filippo Brunelleschi, arquiteto e escultor italiano (n. 1377)
- 10 de novembro — Leonardo Giustiniani, humanista, compositor, poeta e estadista veneziano  (n. 1388).
- 21 de dezembro — Luís de Bourbon, conde de Vendôme  (n. 1376).
- 28 de dezembro — Clemente VIII, último antipapa da linha de Avinhão entre 1423 e 1429 (n. 1369 ou 1370).
- Nuno Tristão, navegador português, explorador e mercador de escravos na costa ocidental africana.